# Dwight Moody

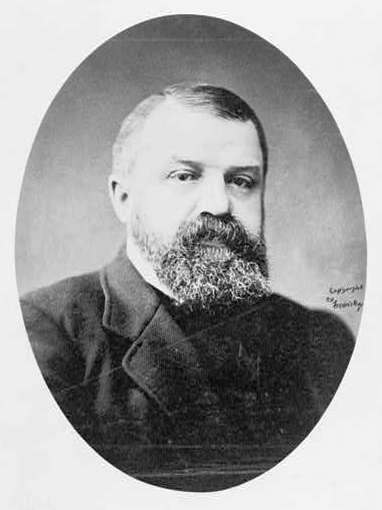
Dwight L. Moody

Dwight Lyman Moody (Northfield (Massachusetts), 5 februari 1837 - aldaar, 22 december 1899) was een Amerikaanse evangelist en uitgever. Hij richtte onder andere het  Moody Bijbelinstituut en de uitgeverij Moody Publishers op. Moody is voorzitter geweest van de YMCA (Young Men's Christian Association) en heeft zowel in de Verenigde Staten als in Groot-Brittannië massale evangelisatie-acties gehouden.

## Levensloop
Moody werd als zesde kind in het gezin geboren. Nadat zijn vader op jonge leeftijd overleed, kreeg Dwight Moody er nog een zusje en een broertje bij, een tweeling. Moody bezocht als kind de Unitarische kerk. Toen hij 17 was trok hij naar Boston om in de schoenenwinkel van zijn oom te werken. Van zijn oom moest hij de Congregationalistische kerk bezoeken. In april 1855 kreeg hij een bekeringservaring. Daarna begon hij ook te werken als evangelist.
Kort voor het uitbreken van de Amerikaanse Burgeroorlog verhuisde Moody naar Chicago. Hij was daar betrokken bij de oprichting van zondagscholen en de verspreiding van christelijke literatuur. Nadat de Amerikaanse Burgeroorlog was uitgebroken raakte hij betrokken bij de YMCA. Hij omschreef zichzelf als quaker en nam daarom geen dienst in het leger van de Unie. Hij bracht negen maal een bezoek aan het front en was aanwezig na gevechten bij Shiloh, Pittsburgh, Murfbreesboro en de inname van Richmond door generaal Ulysses Grant.
Moody trouwde op 28 augustus 1862 met Emma Reynolds. Samen kregen zij twee zonen en een dochter.
Vanuit het zondagschoolwerk in Chicago ontstond een kerk de Illinois Street Church. De kerk werd in oktober 1871 verwoest tijdens de Grote brand van Chicago. Ook de familie van Moody moest vluchten. Zelf stelde hij achteraf dat hij slechts zijn "Bijbel en reputatie" had kunnen redden. De kerk was binnen drie maanden weer herbouwd.
Na dit gebeuren besloot Moody terug te verhuizen naar een boerderij vlak bij zijn geboorteplaats Northfield. Intussen was Moody, mede door de vele preken die hij hield, al uitgegroeid tot een bekendheid binnen de evangelicale beweging in Amerika. Moody trok veel bekende evangelisten en prekers naar Northfield tijdens de conferenties die hij daar in de zomer organiseerde. Hij richtte daar ook de Northfield-Mount Hermon School op, een opleidingsinstituut voor leken.
Moody maakte in 1872 een reis naar Engeland. Hij werd daarbij vergezeld door de gospelzanger Ira David Sankey. Hij sprak daarbij meer dan honderd keer en kwam in contact met de Plymouth Brethren. Hij sprak op verschillende bijeenkomsten voor 15.000 tot 30.000 mensen. Moody en Sankey bleven tot 1875 in Engeland en groeiden uit tot beroemdheden. Zij werden bij hun werk ondersteund door Andrew A. Bonar en de baptistenpredikant Charles Spurgeon. Bij hun terugkeer in de Verenigde Staten sprak Moody ook voor mensenmassa's die opliepen tot 20.000 mensen. Hij sprak door heel de Verenigde Staten. President Grant bezocht in januari 1876 met verschillende kabinetsleden ook een bijeenkomst. Hij groeide uit tot een van de belangrijkste evangelisten uit de tweede helft van de 19e eeuw.
In zijn preken legde Moody de nadruk op de zogeheten drie R's: "ruin bij sin, redemption by faith and regeneration by the Holy Ghost". Hij had een grote invloed op de christelijke zendingsbeweging. Uit zijn zomerconferenties ontstond de Student Volunteer Movement die duizenden studenten tot zending aanzette met de leus "om de hele wereld in deze generatie met het evangelie te bereiken". Ook steunde hij actief China Inland Mission nadat hij de zendingspionier Hudson Taylor had ontmoet.
Zijn laatste preek hield Moody op 16 november 1899 in Kansas City, Kansas. Hij werd ziek en reisde met de trein terug naar Northfield. Daar overleed hij op 22 december te midden van zijn familie. Zijn werk aan het Chicago Bible Institute werd voortgezet door R.A. Torrey. De naam van het instituut werd veranderd naar Moody Bible Institute.
De in 1890 geboren Dwight D. Eisenhower was naar hem vernoemd.
- Biblioteca Nacional de España: XX1047997
- Bibliothèque nationale de France: cb11916688d (data)
- CiNii: DA0686009X
- Gemeinsame Normdatei: 118736760
- International Standard Name Identifier: 0000 0001 0786 2779
- Library of Congress Control Number: n50074083
- Nationale Bibliotheek van Letland: 000203309
- Bibliotheek van het Japanse parlement: 00471832
- Nationale Bibliotheek van Tsjechië: jn20000701259
- Nationale bibliotheek van Australië: 35359992
- Nationale Bibliotheek van Israël: 987007296795505171
- Nederlandse Thesaurus van Auteursnamen: 07081368X
- LIBRIS: 310581
- SNAC: w63f4vtv
- Système universitaire de documentation: 077850084
- Trove: 924951
- Virtual International Authority File: 95198692
- WorldCat: E39PBJcWqC9Vkbry8ryG8qVBfq